# Paleoarchaikum
A paleoarchaikum (jelentése ősi kezdet, az ógörög παλαιός (palaiósz), azaz ősi, és Αρχή (Arhí), azaz kezdet szavak összetétele) a Föld történetének egyik ideje, az archaikum eon második szakasza. 3600 millió évvel ezelőtt kezdődött és 3200 millió évvel ezelőttig tartott a Nemzetközi Rétegtani Bizottság hivatalos döntése szerint. Időtartama abszolút kormeghatározással van kijelölve, nincs időrétegtanilag meghatározott pontosabb határa.
Az első biztos életnyom a paleoarchaikumból származik. A körülbelül 3,46 milliárd éves, jó állapotban fennmaradt fosszilizálódott baktériumokat a nyugat-ausztrál Pilbara régió homokkő képződményeiben fedezték fel. Ezek ősi, csőszerű sejtek voltak, melyek anaerob környezetben kén oxidációjával tartották fenn magukat.